# Morgenstern (Familienname)
Morgenstern ist ein Familienname. Er bezieht sich auf den Morgenstern, eine mittelalterliche Schlagwaffe.

## Namensträger

### A
- Albert Morgenstern (1926–2011), US-amerikanischer Schauspieler, siehe Morgan Sterne
- Alfred Morgenstern (1844–1918), deutscher Architekt
- Alois Morgenstern (* 1954), österreichischer Skirennläufer
- Andreas Morgenstern (* 1977), deutscher Historiker
- Andreas Seidel-Morgenstern (* 1956), deutscher Verfahrenstechniker
- Anne Morgenstern (* 1976), deutsche Fotografin
- Anton Morgenstern (* 1991), deutscher Pokerspieler
- August Morgenstern (1772–1844), deutscher Kaufmann und Abgeordneter

### B
- Barbara Morgenstern (Fotografin) (* 1940), deutsche Fotografin und Bildjournalistin
- Barbara Morgenstern (Musikerin) (* 1971), deutsche Sängerin und Musikerin
- Beate Morgenstern (* 1946), deutsche Schriftstellerin
- Björn Morgenstern (* 1982), deutscher Eisschnellläufer

### C
- Carl Morgenstern (Maler) (1811–1893), deutscher Landschaftsmaler
- Carl Ernst Morgenstern (1847–1928), deutscher Landschaftsmaler
- Carl Jakob von Jutrzenka-Morgenstern (1745–1789), preußischer Offizier und Ritter des Ordens Pour le Mérite
- Christian Morgenstern (Maler) (1805–1867), deutscher Maler
- Christian Morgenstern (1871–1914), deutscher Dichter und Übersetzer
- Christian Morgenstern (Musiker) (1975–2003), deutscher Musiker
- Christine Morgenstern (* 1967), deutsche Rechtswissenschaftlerin und Hochschullehrerin
- Christoph Morgenstern (* 1979), österreichischer Fußballspieler
- Claus M. Morgenstern (* 1985), deutscher Fotograf

### D
- Dan Morgenstern (1929–2024), austroamerikanischer Jazzkritiker
- David Morgenstern (1814–1882), deutscher Fabrikant, Politiker und bayerischer Landtagsabgeordneter
- Dietrich Morgenstern (1924–2007), deutscher Mathematiker
- Dirk Morgenstern (* 1969), deutscher Kameramann

### E
- Eduard Morgenstern (1800–1867), Doktor der Rechte, sächsischer Hofrat und Universitätsrichter in Leipzig
- Erin Morgenstern (* 1978), US-amerikanische Autorin
- Ernst Morgenstern (1851–1919), deutscher Verleger und Herausgeber

### F
- Ferdinand von Morgenstern (1873–1958), preußischer Chemiker, Stifter der Dr. von Morgenstern Schulen
- Frank Morgenstern (* 1950), deutscher Fußballspieler
- Franz von Morgenstern (1787–1869), deutscher Offizier, Mitglied der braunschweigischen Landesversammlung
- Friedel Morgenstern (* 1993), deutsche Synchronsprecherin
- Friedrich Leopold Morgenstern (1799–1852), deutscher Orgelbauer
- Friedrich Simon Morgenstern (1727–1782), deutscher Mediziner

### G
- Georg Morgenstern (1892–1975), deutscher Philosoph
- George Morgenstern (George Edward Morgenstern; 1906–1988), US-amerikanischer Journalist
- Gustav Morgenstern (1867–1947), deutscher Journalist und Bibliothekar

### H
- Hans Morgenstern (1905–1965), österreichischer Handelskaufmann und Dramatiker
- Hans Dieter Morgenstern (1935–2001), deutscher Politiker und Landtagsabgeordneter (CDU)
- Heinz Morgenstern (1917–1980), deutscher Politiker (SPD)
- Herbert Morgenstern (* 1913), deutscher Nachrichtentechniker und Widerstandskämpfer
- Horst Morgenstern (1921–1993), deutscher Maler und Grafiker

### I
- Ingo Morgenstern (1953–2020), deutscher Physiker und Hochschullehrer
- Ingo Beyer von Morgenstern (* 1955), deutscher Unternehmensberater, Firmengründer und Hochschullehrer

### J
- Jacqueline Morgenstern (1932–1945), jüdisches Mädchen, Opfer des Holocaust
- Janusz Morgenstern (1922–2011), polnischer Filmregisseur und Filmproduzent
- Jens Morgenstern (* 1965), deutscher Rennrodeltrainer und Sportfunktionär
- Jens-Peter Morgenstern (* 1951), deutscher Musiker und Komponist
- Johann Christoph Morgenstern (1697–1767), deutscher Maler
- Johann Ernst Morgenstern, deutscher Mediziner
- Johann Friedrich Morgenstern (1777–1844), deutscher Maler
- Johann Ludwig Ernst Morgenstern (1738–1819), deutscher Maler
- Johann Melchior von Morgenstern (1733–1789), deutscher Offizier
- Johanna Katharina Morgenstern (1748–1796), deutsche Schriftstellerin

### K
- Karina Morgenstern (* 1968), deutsche Physikerin und Hochschullehrerin
- Karl Morgenstern (1770–1852), deutscher Philologe
- Klaus Morgenstern (1939–2012), deutscher Fotograf und Bildjournalist
- Kurt Morgenstern (Regierungsrat) (1861–1945), deutscher Verwaltungsbeamter
- Kurt Morgenstern (Jugendfunktionär), deutscher Jugendfunktionär

### L
- Lennart Morgenstern, deutscher Puppenspieler
- Leopold von Morgenstern (1790–1864), Jurist, Geheimrat in Dessau
- Lina Morgenstern (1830–1909), deutsche Schriftstellerin und Frauenrechtlerin
- Lisa Morgenstern, deutsch-bulgarische Pianistin, Sängerin und Komponistin
- Luise Morgenstern (* 1932), deutsche Politikerin (SPD), MdV, MdB
- Lydia Morgenstern (* 1989), deutsche Synchronsprecherin

### M
- Maia Morgenstern (* 1962), rumänische Schauspielerin
- Marco Morgenstern (* 1972), deutscher Biathlet
- Margareta Morgenstern (1879–1968), deutsche Anthroposophin, Ehefrau und Nachlasspflegerin von Christian Morgenstern
- Marie Morgenstern (1827–1908), deutsche Schriftstellerin und Übersetzerin
- Marion Morgenstern (* 1952), deutsche Politikerin (SED, PDS)
- Martin Morgenstern (Philosoph) (* 1953), deutscher Philosoph und Autor
- Martin Morgenstern (Fußballspieler) (* 1982), österreichischer Fußballspieler
- Matthew Morgenstern (* 1968), israelischer Linguist
- Matthias Morgenstern (* 1959), deutscher Judaist
- Max Morgenstern (1883–1946), Textilfabrikant und Büchersammler
- Max Morgenstern-Döring (1858–1931), deutscher Generalmajor
- Michael Morgenstern (Fußballspieler, 1976) (* 1976), österreichischer Fußballspieler
- Michael Morgenstern (Fußballspieler, 2006) (* 2006), österreichischer Fußballspieler
- Mike Morgenstern (* 1939), US-amerikanischer Jazzmusiker
- Miriam Morgenstern (* 1987), deutsche Schauspielerin

### N
- Norbert R. Morgenstern (* 1935), kanadischer Bauingenieur

### O
- Olga Morgenstern (1859–1902), deutsche Schriftstellerin, siehe Olga Arendt
- Oskar Morgenstern (1902–1977), deutsch-österreichischer Wirtschaftswissenschaftler
- Otto Morgenstern (1860–1942), deutscher Pädagoge

### P
- Paul Morgenstern (1886–1938), deutscher Schauspieler, siehe Paul Morgan (Schauspieler)
- Peter Morgenstern (* 1935), deutscher Schauspieler

### R
- Ralph Morgenstern (* 1956), deutscher Moderator
- Reinhard Morgenstern (Physiker) (* 1942), deutscher Physiker
- Reinhard Morgenstern (Fußballspieler) (* 1972), österreichischer Fußballspieler
- Rolf Morgenstern (1944–2021), deutscher Geophysiker und Heimatforscher
- Rudolf Morgenstern (* 1946), deutscher Pharmakologe und Hochschullehrer

### S
- Salomo Jakob Morgenstern (1708–1785), deutscher Historiker, Geograph und Hofnarr
- Samuel Morgenstern (1875–1943), österreichischer Geschäftsmann und ein Geschäftspartner des jungen Hitler
- Sandro Morgenstern (* 2006), österreichischer Fußballspieler
- Soma Morgenstern (1890–1976), österreichischer Schriftsteller
- Sonja Morgenstern (* 1955), deutsche Eiskunstläuferin
- Stefan Morgenstern (* 1960), deutscher Bühnen- und Kostümbildner
- Stephan Morgenstern (* 1951), deutscher Fotograf
- Susie Morgenstern (* 1945), französische Kinderbuchautorin

### T
- Thomas Morgenstern (* 1986), österreichischer Skispringer
- Thomas B. Morgenstern (* 1952), deutscher Kriminalroman- und Kinderbuchautor
- Tobias Morgenstern (* 1960), deutscher Akkordeonist, Komponist und Theatergründer
- Tommy Morgenstern (Thomas Lührig; * 1974), deutscher Synchronsprecher und Sänger

### U
- Ulf Morgenstern (* 1978), deutscher Historiker
- Ulrich Morgenstern (* 1964), deutscher Musikwissenschaftler

### W
- Wilhelm Morgenstern, eigentlicher Name von Willy Rudinoff (1866–1931), deutscher Grafiker, Sänger und Varietékünstler